# Crab Orchard (Tennessee)
Crab Orchard é uma cidade localizada no estado norte-americano de Tennessee, no Condado de Cumberland.

## Demografia
Segundo o censo norte-americano de 2000, a sua população era de 838 habitantes.
Em 2006, foi estimada uma população de 914, um aumento de 76 (9.1%).

## Geografia
De acordo com o United States Census Bureau tem uma área de
28,8 km², dos quais 28,8 km² cobertos por terra e 0,0 km² cobertos por água.

## Localidades na vizinhança
O diagrama seguinte representa as localidades num raio de 28 km ao redor de Crab Orchard.